# Armas falantes
Em heráldica, chama-se armas falantes ou armas cantantes, às armas (brasões) que comportam figuras, que pelo seu nome ou pela sua imagem, evocam mais ou menos diretamente o nome (por vezes a função)  do possuidor dessas armas. 
Essa evocação pode ser feita por diversos processos:
1. diretamente: um leão para o Reino de Leão ou um castelo para o Reino de Castela;
2. por homonimínia: a granada (duma romã) para a cidade de Granada (Espanha) ou um ramo (francês: "rameau") no bico de uma pomba para Jean-Philippe Rameau;
3. por aproximação: um cálice para Galiza; ou uma cobra (latim: coluber) para Colbert;
4. por figuração etimológica: um braço carregando uma lança para Shakespeare (inglês: «shake [agitar]-speare [lança]»); um boi com os pés na água para Oxford («Vau do boi»);
5. por forma hieroglífica: um castelo e uma raposa para a comuna de Châteaurenard (francês: castelo-raposa); um freixo com espadas à cintura para o Concelho de Freixo de Espada à Cinta;
6. em segundo grau: para associações de nomes, como um veleiro para a comuna de Marines (Val-d'Oise), ou o alerião (em francês«ALERION») que originaria o anagrama «LOREINA» (Lorena);

ou mesmo pela combinação de dois (ou mais) processos. Vejamos:

1 Diretamente Reino de Castela
2. Homonímia Jean Philippe Rameau (Ramo)
3. Aproximação Galiza (Galicia Cálice)
4. Etimologia Oxford (vau do boi)
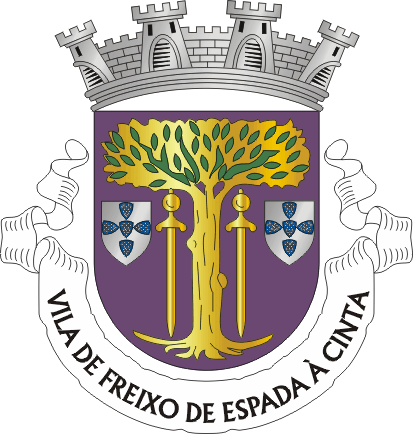
5. Hieroglífico Freixo de Espada à Cinta
6. Segundo grau Marines (Marinha)

No Reino Unido o antigo termo armas cantantes permaneceu na terminologia utilizada, sendo aí também aplicado quer a famílias britânicas (na totalidade do nome - Bowes-Lyon) quer a componentes (peças) do brasão (escudo da princesa Beatriz)
- Família Bowes-Lyon
Bowes (Arcos) - Lyon (leão)
- Princesa Beatriz
Beatrice (bee thrice/três abelhas)
nos pendentes do lambel

Família Bowes-Lyon Bowes (Arcos) - Lyon (leão)
Princesa Beatriz Beatrice (bee thrice/três abelhas) nos pendentes do lambel

Em Itália o uso de armas falantes por diversas famílias nobres era bastante comum como se demonstra em seguida:

Família Colonna (colonna = coluna)
Família Della Scala (scala = escada)
Família Della Rovere (rovere = carvalho)
Família Malaspina (malaspina = espinho mau)
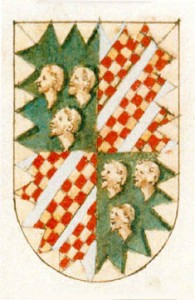
Família Malatesta (malatesta = cabeça má)
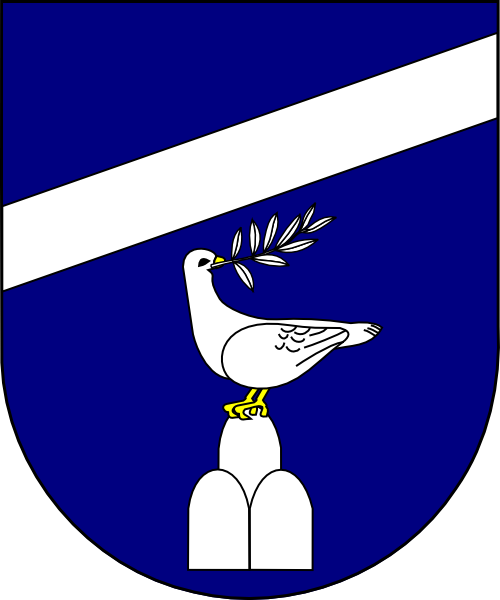
Família Pacelli (pace = paz)
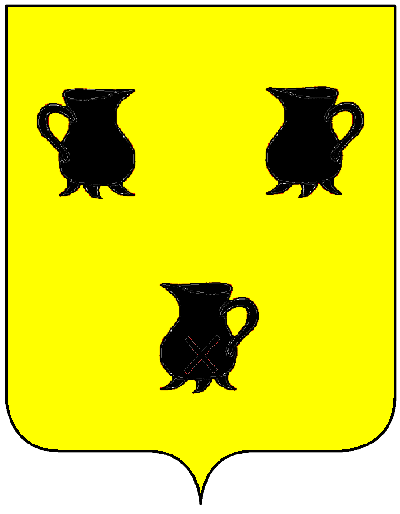
Família Pignatell (pignate = jarro)
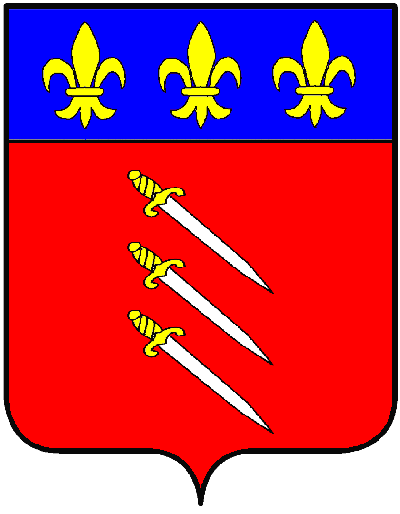
Família Spada (spada = espada)

Também em Portugal, e a exemplo do que aconteceu noutras jurisdições, as armas falantes generalizaram-se quer em brasões pessoais, familiares ou toponímicos. Um exemplo interessante é a denominação Serpa, derivada da criatura heráldica Serpe, figura que veio a ser utilizada num brasão pessoal dum príncipe, no de uma família e no de uma localidade. Vejamos:

Brasão pessoal de Infante D. Fernando, Sr. da Vila de Serpa
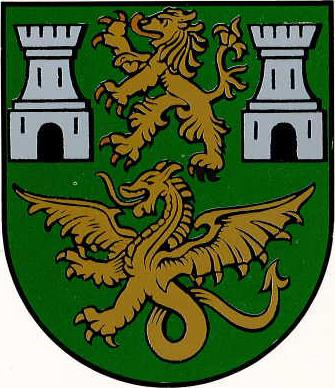
Brasão familiar Família Serpa
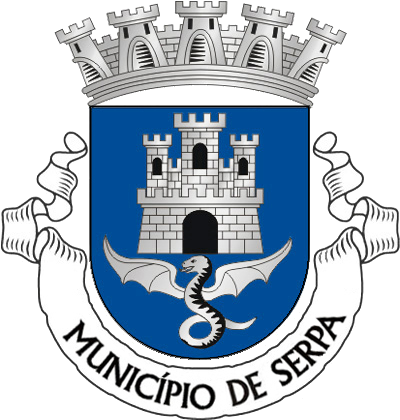
Brasão toponímico do município de Serpa

Na Wikipedia é utilizado o símbolo  para ilustrar as armas falantes.